# Долац (Завидовићи)
Долац је насељено мјесто у Босни и Херцеговини, у општини Завидовићи, које административно припада Федерацији Босне и Херцеговине. Према попису становништва из 2013. године, у насељу је живјело 160 становника.

## Становништво
| Националност       | 2013.        | 1991.        | 1981.        | 1971.        |
| Срби               | 103 (64,38%) | 680 (95,51%) | 609 (96,36%) | 622 (99,52%) |
| Муслимани          | 42 (26,25%)  | 19 (2,67%)   | 11 (1,74%)   | 1 (0,16%)    |
| Хрвати             | 3 (1,87%)    | 1 (0,14%)    | 1 (0,16%)    |              |
| Југословени        | –            | 10 (1,40%)   | 11 (1,74%)   |              |
| остали и непознато | 12 (7,50%)   | 2 (0,28%)    |              | 3 (0,32%)    |
| Укупно             | 160          | 712          | 632          | 625          |